# 호남지방통계청
호남지방통계청(湖南地方統計廳, Honam Regional Statistics Office)은 광주광역시, 전북특별자치도, 전라남도, 제주특별자치도 지역의 통계 기준 설정과 인구조사 및 각종 통계에 관한 사무를 관장하는 대한민국 통계청의 소속기관이다. 2009년 2월 1일 발족하였으며, 광주광역시 서구 천변우하로 391에 위치하고 있다. 청장은 고위공무원단 나등급에 속하는 임기제공무원으로 보한다.

## 직무
- 소속기관 등의 총괄 관리에 관한 사항
- 관할 지역통계의 분석 및 제공 등에 관한 사항
- 관할 시군구 지역통계 작성의 승인 및 품질관리제도의 운영에 관한 사항
- 조사대행 및 지역통계지원 등에 관한 사항
- 관할지역 지방자치단체 등과의 대외협력에 관한 사항
- 책임운영기관 운영에 관한 사항
- 조사환경개선 등에 관한 사항
- 소관통계의 조사실시·내용검사·분석 등에 관한 사항
- 조사대상의 표본관리 등에 관한 사항
- 통계조사의 정확도 제고에 관한 사항
- 교육훈련 등에 관한 사항
- 제주수련원의 시설이용 현장관리에 관한 모든 업무
- 그 밖에 통계홍보활동 및 지방청의 목적달성을 위하여 필요한 사항

## 연혁
- 1975년 8월 14일: 조사통계국 소속으로 전라북도·전라남도통계사무소 설치.[4]
- 1990년 4월 7일: 제주도를 이관하여 제주통계사무소 설치. 전라북도·전라남도통계사무소를 전북·전남통계사무소로 개편.[5]
- 1995년 8월 12일: 전남통계사무소 소속으로 순천출장소 설치.[6]
- 1998년 7월 1일: 전남통계사무소 소속으로 목포·나주·보성·해남출장소를, 전북북통계사무소 소속으로 정읍·남원·진안출장소를 설치.[7]
- 2005년 7월 22일: 전남통계사무소를 광주·전남지방통계청으로 개편.[8]
- 2006년 1월 1일: 광주·전남지방통계청과 전북통계사무소를 책임운영기관으로 지정.[9]
- 2008년 2월 29일: 광주·전남지방통계청 소속으로 여수·곡성·강진·영광출장소를, 전북통계사무소 소속으로 군산·김제출장소를, 제주통계사무소 소속으로 서귀포출장소를 설치.[10]
- 2009년 2월 1일: 광주·전남지방통계청과 전북·제주통계사무소를 호남지방통계청으로 통합.[11] 나주·곡성·영광·김제·서귀포출장소를 폐지하고 목포·순천·여수·강진·해남·보성·군산·정읍·남원·진안출장소를 목포·순천·여수·강진·해남·보성·군산·정읍·남원·진안사무소로 개편. 전주·제주사무소 설치.[12]
- 2015년 10월 1일: 여수·해남·정읍·진안사무소 폐지.[13]

## 관할구역
- 광주광역시
- 전북특별자치도
- 전라남도
- 제주특별자치도

## 조직

### 청장
- 조사지원과[14]
- 지역통계과[14][15]
- 경제조사과[16]
- 사회조사과[16]
- 농어업조사과[16]

### 소속기관
사무소장은 5급 공무원으로 보한다.
| 명칭       | 위치                                    | 관할구역                                                                      |
| ---------- | --------------------------------------- | ----------------------------------------------------------------------------- |
| 목포사무소 | 전라남도 무안군 삼향읍 오룡5번길 2      | 전라남도 목포시·신안군·무안군·영암군·진도군                                   |
| 순천사무소 | 전라남도 순천시 비행장길 18             | 전라남도 순천시·광양시·여수시·구례군                                          |
| 강진사무소 | 전라남도 강진군 목리길 14               | 전라남도 강진군·완도군·해남군                                                 |
| 보성사무소 | 전라남도 보성군 보성읍 동인길 31        | 전라남도 보성군·고흥군·장흥군                                                 |
| 전주사무소 | 전북특별자치도 전주시 완산구 우전로 238 | 전북특별자치도 전주시·정읍시·완주군·임실군·고창군·부안군·진안군·무주군·장수군 |
| 군산사무소 | 전북특별자치도 군산시 남수송5길 8-3     | 전북특별자치도 군산시·익산시·김제시                                           |
| 남원사무소 | 전북특별자치도 남원시 요천로 1393       | 전북특별자치도 남원시·순창군                                                  |
| 제주사무소 | 제주특별자치도 제주시 청사로 59         | 제주특별자치도                                                                |